# Велик княз на Финландия
Велик княз на Финландия (на фински: Suomen suuriruhtinas; на шведски: Storfurste av Finland) е почетна титла, използвана спорадично от кралете на Швеция от 1581 до 1808 г. Между 1809 и 1917 г. това е официалната титла на държавния глава на автономното Велико княжество Финландия, намиращо се в лична уния с Русия.
Руските императори, използвали титлата велик княз на Финландия са:
- Александър I (1809 – 1825)
- Николай I (1825 – 1855)
- Александър II (1855 – 1881)
- Александър III (1881 – 1894)
- Николай II (1894 – 1917)